# コックバーン島 (カナダ)

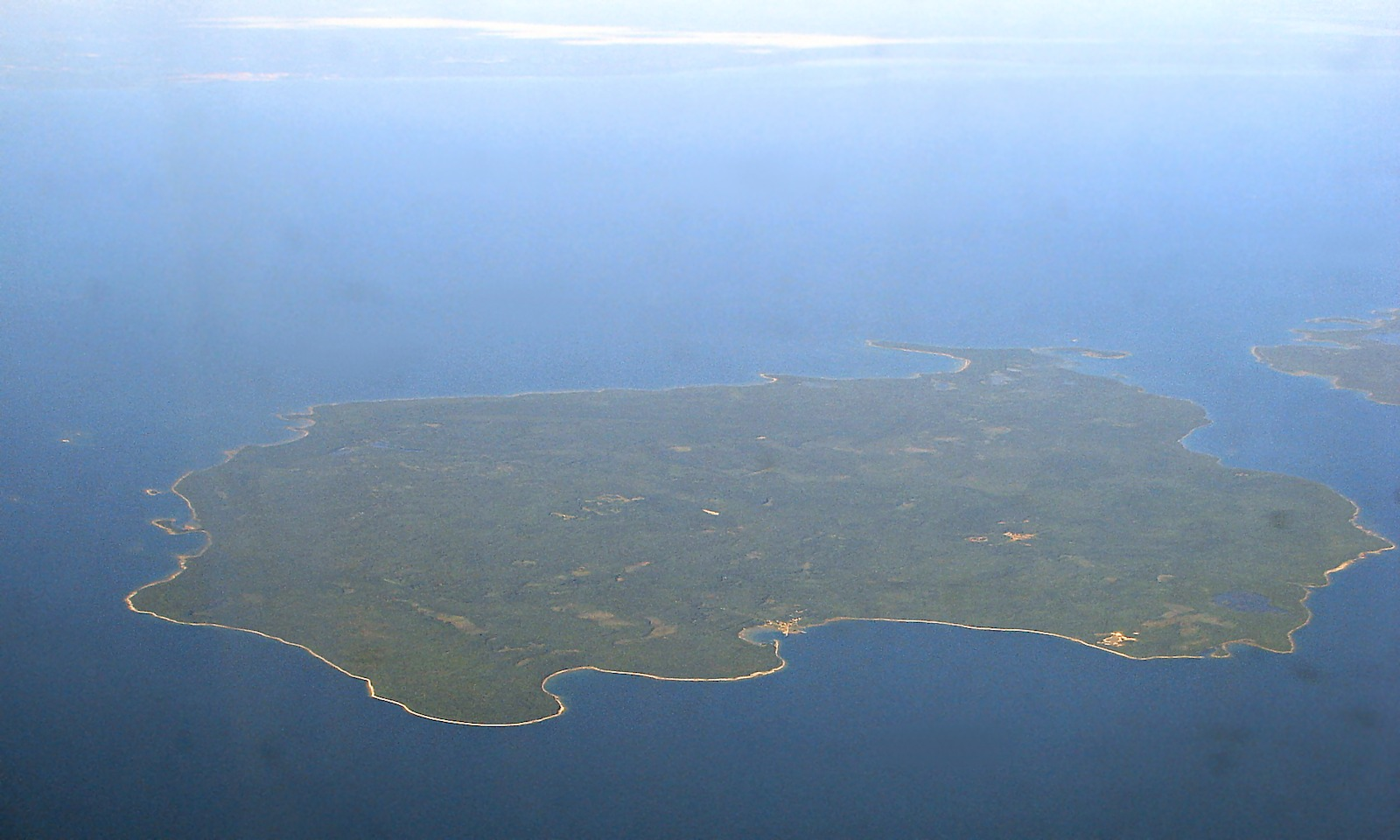
コックバーン島

コックバーン島 (Cockburn Island) はカナダのオンタリオ州マニトゥーリン地区にある島。ヒューロン湖の北西部にある島で、東にはミシサギ海峡 (Mississagi Strait) を隔ててマニトゥーリン島が、西にはファルスディツアー海峡 (False Detour Channel) を隔ててアメリカ合衆国領のドラモンド島があり、北はノース海峡である。面積171.04 km2。
島は単独の自治体を構成している。第二次世界大戦前の最も多かったときは住人は1000人を超えていたが、2011年の国勢調査による公式の人口は0人となっている。それ以前の3回の調査でも人口は0から10人となっている。コックバーン島はカナダで最も人口の少ない自治体となっているが、夏季には200から300人ほどが島に滞在する。
現在、コックバーン島と他を結ぶ橋や航路は存在しない。